# انتقام‌جویان (فیلم ۱۹۹۸)
انتقام‌جویان (انگلیسی: The Avengers) فیلمی در ژانر اکشن و جاسوسی به کارگردانی جرمیا اس. چچیک است که در سال ۱۹۹۸ منتشر شد. این فیلم در گیشه شکست خورد و عموماً با نقدهای منفی از سوی منتقدان مواجه شد و یکی از بدترین فیلم‌های تاریخ در نظر گرفته می‌شود.

## داستان
مامور مخفی جان استید و هواشناس، دکتر اما پیل، به وزارتخانه فراخوانده می‌شوند. آن‌ها با رئیس جاسوسان با اسم رمز مادر دیدار می‌کنند که به آن‌ها اطلاع می‌دهد پروژهٔ پراسپرو – تلاشی برای کنترل آب‌وهوا – ظاهراً توسط پیل خرابکاری شده است. دکتر پیل ادعا می‌کند بی‌گناه است، اما برای یافتن مقصر واقعی، مأمور می‌شود که با استید همکاری کند. معاون مادر که با نام «پدر» شناخته می‌شود، مدعی است پیل دچار اختلال تجزیه هویت است.
این دو نفر برای تحقیق به سراغ سِر آگوست دی‌وینتر، دانشمند پیشین وزارتخانه، می‌روند. دی‌وینتر فوراً به پیل علاقه‌مند می‌شود، چون هر دو به پدیده‌های جوی علاقه‌مند هستند.
استید و اما سرنخی را دنبال می‌کنند که آن‌ها را به «آب‌وهوای عجایب» می‌رساند، شرکتی که با دستگاهی ویژه به‌صورت مصنوعی گرما یا باران تولید می‌کند. آن‌ها در آن‌جا با جسد دو مرد در لباس خرس عروسکی مواجه می‌شوند. اعضای یک سازمان مخفی که دی‌وینتر رهبری‌اش را بر عهده دارد، برای پنهان‌کردن هویت‌شان، لباس خرس می‌پوشند. یکی از آن‌ها دقیقاً شبیه پیل به نظر می‌رسد. استید درست به‌موقع می‌رسد و پیل را نجات می‌دهد، درحالی‌که بدل او از بام می‌پرد و ناپدید می‌شود.
استید و اما برای دیدار با دی‌وینتر به عمارتش می‌روند، اما با حملهٔ زنبورهای مکانیکی مواجه می‌شوند. مامور سالخورده‌ای به نام آلیس به آن‌ها کمک می‌کند تا فرار کنند، ولی دی‌وینتر موفق می‌شود اما را اسیر، بی‌هوش و هیپنوتیزم کند. زمانی که دی‌وینتر حواسش پرت می‌شود، اما تلاش می‌کند فرار کند، ولی احساس ضعف می‌کند و در عمارتی که مدام نقشهٔ طبقاتش تغییر می‌کند، گیر می‌افتد. سرانجام با ناامیدی، دیوار را می‌شکند و استید او را بی‌هوش می‌یابد و نجاتش می‌دهد.
در آپارتمان استید، اما به هوش می‌آید اما استید او را اخراج می‌کند. سپس «پدر» اما را دستگیر می‌کند و در همین حین استید برای تحقیق دربارهٔ نقشه‌ای که در شرکت آب‌وهوای عجایب پیدا کرده بودند، نزد مردی به نام «جونز نامرئی» در وزارتخانه می‌رود.
پس از دیدن عکس‌هایی از آزمایش‌های ژنتیکی شکست‌خورده از جمله شبیه‌سازی، مشخص می‌شود که بدل اما پیل، یک نسخهٔ کلون است. استید درمی‌یابد که پدر با دی‌وینتر هم‌دست است. پدر و کلونِ اما، پیل را با گاز بی‌هوش می‌کنند، اما مادر سر می‌رسد و با آن‌ها روبه‌رو می‌شود؛ گرچه آن‌ها مادر را نیز از کار می‌اندازند.
دی‌وینتر که حالا با دستگاه پراسپرو کنترل آب‌وهوا را به دست گرفته، به رهبران جهان هشدار می‌دهد که از این پس باید برای بهره‌بردن از آب‌وهوای مناسب، با پرداخت هزینه‌های هنگفت به او رجوع کنند. او به آن‌ها تا نیمه‌شب فرصت می‌دهد.
پدر و کلون، پیل را سوار بر بالن هوای داغ می‌کنند. پیل در میان طوفان برفی به هوش می‌آید و موفق به فرار می‌شود. بالن به تابلو شرکت آب‌وهوای عجایب برخورد می‌کند و پدر و کلون نابود می‌شوند. پس از اتحاد دوباره، استید و پیل یکدیگر را می‌بوسند.
جونز کشف می‌کند که دی‌وینتر دستگاه‌های پراسپرو را در جزیره‌ای مخفی نصب کرده است. پیل و استید به آن‌جا می‌روند تا جلوی او را بگیرند. پیل دستگاه پراسپرو را درست زمانی که گردبادی بر فراز لندن شکل گرفته، غیرفعال می‌کند. استید با دی‌وینتر درگیر می‌شود و با عصای خودش او را از پای درمی‌آورد؛ دی‌وینتر با صاعقه‌ای نیرومند نابود می‌شود. آن‌ها درست پیش از آنکه پایگاه منفجر شود، می‌گریزند و بر بام ساختمانی با مادر دیدار می‌کنند.

## بازیگران
- رالف فاینز
- اوما تورمن
- شان کانری
- جیم برودبنت
- فیونا شو
- ادی ایزارد
- آیلین اتکینز
- کارمن اجوجو
- کیلی هاوس
- نیکلاس وودسان